# Dăbrasj
Dăbrasj (bulgariska: Дъбраш) är en bergskedja i Bulgarien. Den ligger i regionen Blagoevgrad, i den sydvästra delen av landet, 120 km söder om huvudstaden Sofia.